# Přebuz
Přebuz (in tedesco Frühbuß) è una città della Repubblica Ceca facente parte del distretto di Sokolov, nella regione di Karlovy Vary.

## Geografia fisica
Altri comuni limitrofi sono Břidlová ad ovest, Rolava, Jelení, Weitersglashütte, Oberwildenthal, Henneberg, Carlsfeld e Wildenthal a nord, Chaloupky, Rudné e Vysoká Pec ad ovest e Ptačí, Milíře, Krásná Lípa, Šindelová, Obora, Heřmanov, Bernov e Hradecká a sud.

## Storia
La prima menzione scritta del paese risale al 1553. Prima della seconda guerra mondiale la città contava circa 1 400 abitanti.

## Monumenti e luoghi d'interesse
- Chiesa di San Bartolomeo; particolarmente rilevanti sono l'altare del tardo barocco e la pittura a olio, sempre barocca, raffigurante la passione di Cristo. Inoltre la chiesa è dotata di campane in stagno molto bel decorate, risalenti al 1565.[4]

## Curiosità
- Si dice che a Přebuz regni l'inverno per otto mesi, e l'estate per i quattro restanti.[4]

## Galleria d'immagini

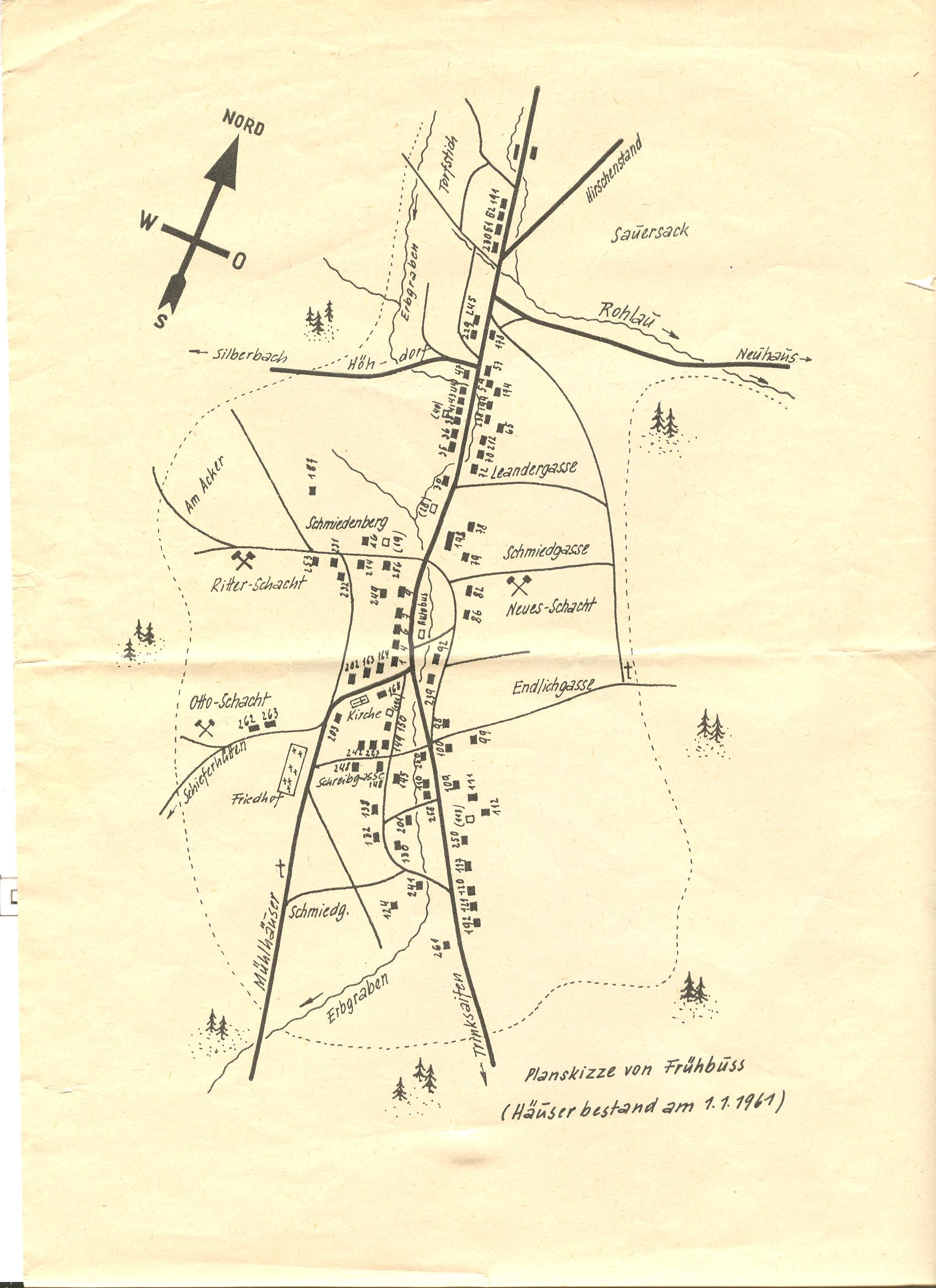
Mappa di Přebuz del 1961.